# 下町ロケット
『下町ロケット』（したまちロケット）は、池井戸潤による小説およびシリーズ。これを原作にテレビドラマ化・ラジオドラマ化された。
宇宙科学開発機構の研究員だった佃航平が、亡き父が経営していた中小企業「佃製作所」の社長となり、社員たちと共に奮闘する姿を描く。

## 概要
シリーズ第1作『下町ロケット』は、『週刊ポスト』（小学館）に2008年4月18日号から2009年5月22日号まで連載され、加筆・訂正の後、2010年11月24日に単行本が小学館より刊行された。2013年12月21日には小学館文庫版が刊行された。第145回（2011年上半期）直木三十五賞受賞作品、および、第24回（2011年）山本周五郎賞候補作品。ロケットエンジンのキーパーツであるバルブシステムの開発に賭ける佃製作所の奮闘が描かれる。
2015年10月3日から、シリーズ第2作が『下町ロケット2 ガウディ計画』として朝日新聞に連載され、2015年11月5日に書き下ろし単行本が刊行された。心臓手術に使用する人工弁「ガウディ」開発に取り組む様子が描かれる。後に、2018年7月に刊行された小学館文庫版では『2』が削除され、『下町ロケット ガウディ計画』と改題された。
2018年7月に、シリーズ第3作となる『下町ロケット ゴースト』が刊行された。2021年9月7日には小学館文庫版が刊行された。
2018年9月に、シリーズ第4作となる『下町ロケット ヤタガラス』が刊行された。2021年9月7日にはゴーストと同じく小学館文庫版が刊行された。

### ドラマ化

#### テレビドラマ化
2011年に、第1作『下町ロケット』がWOWOWの連続ドラマWでテレビドラマ化された。
2015年10月18日からTBSテレビ系の日曜劇場で、第1作『下町ロケット』と第2作『下町ロケット2 ガウディ計画』を原作としてテレビドラマ化された。テレビドラマ放送開始直前の10月3日から朝日新聞に連載された『下町ロケット2』が、6話からの「ガウディ編」として映像化され、新聞連載とテレビドラマの同時進行で描かれた。
また、2018年10月14日から前作と同じくTBSテレビ系の日曜劇場で、第3作『下町ロケット ゴースト』と第4作『下町ロケット ヤタガラス』を原作とする続編がテレビドラマ化された。

#### ラジオドラマ化
2012年3月20日には、TBSラジオで第1作がドラマスペシャルとしてラジオドラマ化された。
2020年10月5日から2024年9月23日まで九州朝日放送（KBCラジオ）で第1作から第4作のラジオドラマが放送された。

## あらすじ

### 下町ロケット
精密機械製造業の中小企業である佃製作所の社長・佃航平は、主要取引先の京浜マシナリーから突然に取引終了の通知を受ける。資金繰りに困り、メインバンクの白水銀行に3億円の融資を申し込むが渋られる。追い打ちをかけるように、今度はライバル会社のナカシマ工業から特許侵害で訴えられて、白水銀行からは融資を断られてしまう。法廷戦略の得意なナカシマ工業が相手では、たとえ勝訴は濃厚でも結局は裁判の長期化だけで資金不足による倒産は避けられそうもない。
そんな時、大企業の帝国重工の宇宙航空部長・財前の訪問を受け、佃製作所が持っている特許を20億円で譲ってくれと持ちかけられる。帝国重工は巨額の資金を投じて新型水素エンジンを開発したが、特許は佃製作所に先を越されていたのだ。航平は元妻・沙耶との会話で、特許譲渡や使用許可ではなく、帝国重工が飛ばすロケットに佃製作所で作った部品を搭載する道もあると思い当たる。しかし、それでは特許使用料が入らないどころかリスクが高過ぎると、特に若手社員の反応は最悪で、特許使用許可か部品搭載の夢か、航平は思い悩む。
一方、部品供給を断るつもりで佃製作所を訪れた財前は、航平に案内されるままに工場を見学し、その技術の高さに部品受け入れもありうると考えるようになる。そんな財前を出し抜きたい富山は水原本部長に取り入り、財前に変わって部品供給のテスト担当者になる。「たかが町工場の部品搭載など」と見下す富山が率いる帝国重工と、部品搭載よりも特許使用料による給与への還元を願う佃製作所の社員との、部品テストが始まった。

### 下町ロケット ガウディ計画
前作から数年後。佃製作所は、また経営の危機に陥っていた。量産を約束したはずの人工心臓用のバルブの取引は試作品段階で打ち切られ、NASA出身の社長・椎名が率いるサヤマ製作所に取引を奪われる。帝国重工とのロケットエンジンの開発でも、サヤマ製作所とのコンペを余儀なくされ、性能では優ったものの、かけひきに敗れ帝国重工との取引ができなくなる危機に直面する。
そんな時、かつての部下の真野から、「ガウディ」という心臓に埋め込む人工弁の開発依頼が持ち込まれる。これが完成すれば、多くの心臓病患者を救うことができるという。しかし、開発に携わる大学教授・一村は、人工心臓開発の中心人物・貴船の弟子で、その妨害によって、開発に必要な実験開始の認可がおりず、資金も尽きて開発中止の窮地においこまれる。
しかし、人工心臓の臨床試験の被験者の急死という事故が、サヤマ製作所がデータ偽装をしたバルブを使っていたからだということが発覚し、サヤマ製作所に警察の捜査が入る。佃製作所の人工弁は、実用化に向けてスタートを切ることができたのだった。

### 下町ロケット ゴースト
前作からまたさらに数年後。佃製作所は三度の危機に直面していた。エンジンを大手農業機器メーカーのヤマタニに納入していたが、この取引が白紙になる。また、主要取引先の帝国重工はアメリカ子会社の3千億円の不正会計による損失によって経営が悪化し、任期満了とこの損失による責任追及も重なり、ロケット打ち上げを推進していた社長の藤間の引退が囁れ、帝国重工との取引がなくなるのも時間の問題となった。また、立て続けに不幸は重なり、今度は経理部長であり実家が農家の殿村の父が心筋梗塞で倒れ、佃製作所と父の農作業を掛け持ちという事態に陥る。
佃は経営難を乗り切る方法を考えている最中、殿村の実家にお見舞いに行った時にこの経営難を乗り切るための秘策として農業への参入を決意。トラクターに使用するトランスミッション製造を目標に掲げ、ノウハウがまだゼロであるため、まずはトランスミッションのバルブ開発へと乗り出すことになる。
ヤマタニから農機具のトランスミッションの開発を受注しているのが元帝国重工社員の伊丹(社長)と島津(副社長)が設立したベンチャー企業、ギアゴーストであることを聞き、同社の受注コンペの参加を表明。軽部、立花、加納によってバルブが開発され、バルブ開発の大手である大森バルブとのコンペに勝利して採用が決定するも、今度はギアゴーストが同業のケーマシナリーから特許侵害で訴えられる。
その後、佃と佃製作所の顧問弁護士・神谷の協力でギアゴーストは裁判に勝利するものの、伊丹の帝国重工への恨みを煽ったダイダロスの社長重田による介入で帝国重工への復讐の鬼と化した伊丹は、佃や島津の承認を得ず、佃製作所のライバル企業である重田のダイダロスと業務提携を結ぶ。伊丹についていけなくなった島津はギアゴーストを退職し、農機具のトランスミッション開発を目指していた佃製作所はギアゴーストに裏切られるという形でまたも窮地に陥ることになる。
帝国重工は最後のロケット打ち上げを終え、財前は宇宙航空部部長から宇宙航空企画推進グループ部長と部署を変え、打ち上げたロケットを利用した農業への参入を宣言。殿村も農家を継ぐため佃製作所に辞表を提出したのだった。

### 下町ロケット ヤタガラス
ギアゴーストを退社した島津は佃製作所へ謝罪に訪れており、佃製作所の開発メンバーから慕われた後、その場を去っていった。
佃達は真相を確認するためギアゴーストを訪れるも、とりつく島もなく、伊丹から当初ヤマタニに納めるはずだったトランスミッションについては棚上げされ、別の形でヤマタニの開発に関わると告げられ、決別を言い渡されるのだった。
そんな中、農業参入を宣言した財前から佃に無人農業用ロボットの開発とその開発に必要な技術者であり、佃の大学の同期でもある野木の参加説得に力を貸してほしいと要請が入り、参加を渋る野木を説得して帝国重工、佃、野木は無人農業用ロボットの開発をしていくことになる。しかし、そのプロジェクトを嗅ぎつけた反藤間の筆頭である機会事業部出身の取締役である的場によってプロジェクトが的場直轄のものとなり、エンジンとトランスミッションが佃製作所への外注から内製化へと方針変更となってしまう。
時を同じくして、業務提携を結んだダイダロスとギアゴーストは過去に野木から技術を盗んだキーシンと手を組み、無人農業用ロボットプロジェクト（通称「ダーウィンプロジェクト」）を立ち上げ、マスコミを通じて間接的に帝国重工と的場へ宣戦布告するのだった。的場の重田への過去の仕打ちを暴いた報道で次期社長と見られていた的場の社長就任は延期、藤間が続投することになった。また、ダーウィンプロジェクトと帝国重工のプロジェクトの実質対決の場となったデモンストレーションで完敗した帝国重工は藤間の鶴の一声でエンジンとトランスミッションは当初の予定どおり佃製作所へ外注と再度方針が変更となり、佃製作所は改めて開発を請け負うこととなる。
佃はトランスミッションのスキルが自社にはないことを自覚している為、必死の説得で大学講師のアルバイトをしていた島津を役員待遇で呼び寄せ、トランスミッションとエンジンの開発を進め、ダーウィン以上の性能を持つエンジンとトランスミッションを完成させる。
伊丹、重田は帝国重工の的場への復讐心、佃、島津、財前は日本の農業のため、的場は帝国重工の威厳のため、各思惑が入り乱れる中、帝国重工の無人農業用ロボット（ランドクロウ）とダーウィンプロジェクトの無人農業用ロボット（ダーウィン）は市場に発売された。ランドクロウの売上は芳しくなかったが、ダーウィンの不具合が多数報告されるようになっていき....

## 登場人物

### 佃製作所および協力者
佃航平（つくだ こうへい）〈43 → 48 → 54〉
佃製作所の社長。慶應義塾大学理工学部卒、宇宙科学開発機構の元研究員。父親の死に伴って、7年前に家業の佃製作所を継いだ。幼い時の夢は宇宙飛行士になることだった。
殿村直弘（とのむら なおひろ）
経理部長。栃木県出身。実家は、300年続く農家。メインバンクの白水銀行から出向して来て半年。性格はいたって真面目。
津野薫（つの かおる）〈38 → 43 → 49〉
営業第一部長。高卒入社の生え抜き社員。
山崎光彦（やまさき みつひこ）
技術開発部長。航平の大学の後輩で、三度の飯より実験好き。
唐木田篤（からきだ あつし）
営業第二部長。佃製作所が研究開発型の会社方針だということに不満を持っている。
江原春樹（えばら はるき）
営業第二部の若手社員。若手社員のリーダー的存在。
迫田滋（さこだ しげる）
経理部係長。江原と並ぶ若手社員のリーダーのひとり。一流大学卒だが就職氷河期で佃製作所に入社した。
埜村耕助（のむら こうすけ）
第1作『無印』と第4作『ヤタガラス』に登場。
技術開発部。
村木昭夫（むらき あきお）
第2作『ガウディ計画』を除く全作品に登場。
技術開発部。
真野賢作（まの けんさく）
第1作『無印』と第2作『ガウディ計画』に登場。
技術開発部の若手社員。→ アジア医科大学先端医療研究所主任研究員。
立花洋介（たちばな ようすけ）
全作品の登場だが、第1作『無印』には少しだけ登場してる程度で、第2作『ガウディ計画』以降から本格的に登場する。
技術開発部。真野の後輩。
加納アキ（かのう あき）
第2作『ガウディ計画』からの登場。
技術開発部。
中里淳（なかざと あつし）
第2作『ガウディ計画』に登場。
技術開発部。不満が募って突然退職し、サヤマ製作所に入社する。
軽部真樹男（かるべ まきお）
第3作『ゴースト』と第4作『ヤタガラス』に登場。
技術開発部。中堅エンジニア。口下手でぶっきらぼうな性格。度々、同僚と衝突する。
神谷修一（かみや しゅういち）
神谷・坂井法律事務所の知財専門の弁護士。ナカシマ工業顧問の田村・大川法律事務所から独立して事務所を構えた。弁護士・弁理士の鮫島正洋がモデル。

### 帝国重工
財前道生（ざいぜん みちお）
宇宙航空部 開発担当部長。父親は町工場のワンマン社長だった。
富山敬治（とみやま けいじ）
宇宙航空部 宇宙開発グループ主任。新型水素エンジン開発責任者。
水原重治（みずはら しげはる）
宇宙航空部 本部長。
浅木（あさぎ）
第1作『無印』に登場。
若手技術者。
石坂宗典（いしざか むねのり）
第2作『ガウディ計画』に登場。
宇宙航空部 調達担当部長。財前の部下だが、彼とはライバル関係であり、サヤマ製作所の椎名と何度も会合を重ねる。
的場俊一（まとば しゅんいち）
第3作『ゴースト』と第4作『ヤタガラス』に登場。
役員。次期社長候補を狙っており、財前をロケット開発から排除しようとした。
藤間秀樹（とうま ひでき）
帝国重工社長。宇宙事業に熱心で、自社生産の新型エンジン搭載ロケット打ち上げプロジェクトをスタートさせた。

### 対立する弁護士
中川京一（なかがわ きょういち）
第2作『ガウディ計画』を除く全作品に登場。
田村・大川法律事務所のベテラン弁護士。ナカシマ工業の顧問弁護士（第1作）→ケーマシナリーの顧問弁護士（第3作）→ダイダロスの顧問弁護士（第4作）
青山賢吾（あおやま けんご）
第1作『無印』と第3作『ゴースト』に登場。
田村・大川法律事務所の若手弁護士。

### その他
和泉沙耶（いずみ さや）
第1作『無印』に登場（第4作『ヤタガラス』では名前のみ登場する）。
航平の離婚した元妻で研究者。同じ大学のテニスサークル仲間だった。上昇志向が強く、妥協が許せない性格。
佃利菜（つくだ りな）
第2作『ガウディ計画』を除く全作品に登場。
航平の娘。中高一貫の私立中学校の2年生。ゴースト以降では帝国重工の社員となっている。
佃和枝（つくだ かずえ）
第1作『無印』と第4作『ヤタガラス』に登場。
航平の母。
殿村正弘（とのむら まさひろ）
第3作『ゴースト』と第4作『ヤタガラス』に登場。
殿村直弘の実父。米農業で生計を立てているが、過度の重労働で心筋梗塞で倒れる。
殿村咲子（とのむら さきこ）
第3作『ゴースト』と第4作『ヤタガラス』に登場。
殿村直弘の妻。

### 下町ロケット

#### 白水銀行
柳井哲二（やない てつじ）
課長代理。融資担当。
根木節生（ねぎ せつお）
支店長。

#### その他
三田公康（みた きみやす）
ナカシマ工業事業企画部法務マネージャー。佃製作所を特許侵害で訴える。
田辺篤（たなべ あつし）
佃製作所の顧問弁護士。知財訴訟はあまり経験がない。
三上
宇宙開発機構の同僚で現在は大学教授。
須田祐介
外資系超一流ベンチャー・キャピタルのマトリックス・パートナーズ日本支社長。航平に佃製作所の買収話を持ちかける。
高瀬
東京経済新聞記者。

### 下町ロケット ガウディ計画

#### 医科大学
一村隼人
北陸医科大学教授。国産の人工弁の開発を手掛ける。元アジア医科大学で貴船の元部下だった。
貴船恒広
アジア医科大学心臓血管外科部長。

#### 桜田経編
桜田章
桜田経編（さくらだたてあみ）会長で、また、桜田経編の子会社の株式会社サクラダ社長。
桜田努
桜田経編社長。桜田章の弟。

#### サヤマ製作所
椎名直之
社長。NASA出身。
月島尚人
開発部マネージャー。

#### 日本クライン
久坂寛之
製造部長。
藤堂保
製造部企画チームマネージャー。

#### 独立行政法人医薬品医療器具総合機構（Ｐｍｅａ）
山野辺敏
審査役。
滝川信二
審査員。

### 下町ロケット ゴースト

#### ギアゴースト
伊丹大
社長。帝国重工の元社員。島津と共に「ギアゴースト」を設立。帝国重工の次期社長、的場に恨みを持つ。
島津裕
副社長。帝国重工の元社員。エンジニア。後に伊丹と対立し、退職。

#### ダイダロス
重田登志行
社長。

## 書誌情報
- 下町ロケット
  - 単行本：小学館、2010年11月24日 ISBN 978-4-09-386292-9
  - 文庫本：小学館文庫、2013年12月21日 ISBN 978-4-09-408896-0
- 下町ロケット2 ガウディ計画（文庫版は「下町ロケット ガウディ計画」に改題）
  - 単行本：小学館、2015年11月5日 ISBN 978-4-09-386429-9
  - 文庫本：小学館文庫、2018年7月6日 ISBN 978-4-09-406536-7
- 下町ロケット ゴースト
  - 単行本：小学館、2018年7月20日 ISBN 978-4-09-386515-9
  - 文庫本：小学館文庫、2021年9月7日 ISBN 978-4-09-407063-7
- 下町ロケット ヤタガラス
  - 単行本：小学館、2018年9月28日 ISBN 978-4-09-386523-4
  - 文庫本：小学館文庫、2021年9月7日 ISBN 978-4-09-407064-4

### オーディオブック
Audibleでオーディオブック化されている。1・2巻を平川正三、3・4巻を谷田歩が朗読している。2018年より順次配信。1巻はAudibleの「2020年オーディオブックランキング」の小説カテゴリで1位（全体では4位）にランクインした。

## ラジオドラマ

### ラジオドラマ（2012年）
2012年3月20日にTBS開局60周年記念ドラマスペシャルとしてTBSラジオで放送された。

#### キャスト（ラジオドラマ2012年）
主要人物
- 佃航平 - 風間杜夫
- 和泉沙耶 - 平淑恵
- 佃利菜 - 若山詩音

神谷法律事務所
- 神谷修一 - 渡辺徹

白水銀行
- 柳井哲二 - 原つとむ
- 根木節生 - 矢崎文也

佃製作所
- 殿村直弘 - 鶴田忍
- 津野薫 - 根本泰彦
- 山﨑光彦 - 勝村幸太
- 唐木田篤 - 新木啓介
- 真野賢作 - 今井朋彦
- 迫田 - 梶野稔
- 江原 - 金成均

帝国重工
- 財前道生 - 橋爪功
- 富山敬治 - 益岡徹
- 水原重治 - 勝部演之
- 浅木奈津美 - 中原果南
- 溝口 - 安原義人
- 田村 - 金井良信
- カウントダウンアナウンス - 宮山知衣

#### スタッフ（ラジオドラマ2012年）
- 原作 - 池井戸潤『下町ロケット』
- 脚色 - 高谷信之
- 音楽 - 佐久間順平
- 演出 - 岩澤敏

### ラジオドラマ（2020年）
2020年10月5日から2024年9月23日まで九州朝日放送（KBCラジオ）をキーステーションに全国ネットで放送された。下町ロケット、ガウディ計画編、ゴースト編、ヤタガラス編の各シリーズを1年ずつ、足掛け4年かけて放送された。
2022年6月に主人公・佃航平役の黒木啓司が同年10月末での芸能界引退を発表したため、同年10月開始のゴースト編以降は航平役が岸谷五朗に交代した。

#### キャスト（ラジオドラマ2020年）
- 佃製作所
  - 佃航平 - 黒木啓司（EXILE）[16] → 岸谷五朗[17]
  - 山崎光彦 - 野島裕史[17]
  - 津野薫 - 高田べん[17]
  - 唐木田篤 - 三浦祥朗[17]
  - 軽部真樹男 - 日野聡[17]
  - 江原春樹 - 阿部卓也[17]
  - 立花洋介 - 山口由太[17]
  - 加納アキ - 西村美咲[17]
  - 島津裕 - 榎あづさ[17]
- 帝国重工
  - 財前道生 - 平山祐介[17]
  - 的場俊一 - 井上和彦[17]
  - 藤間秀樹 - 橋爪功[17]
  - 水原重治 - 野島昭生[17]
  - 佃利菜 - 倉野尾成美（AKB48）[17]
- ギアゴースト
  - 伊丹大 - 加藤和樹[17]
- ダイダロス
  - 重田登志行 - 野島健児[17]
- その他
  - 野木博文 - 西村まさ彦[17]
  - 殿村直弘 - 保村真[17]
  - 殿村正弘 - 誠直也[17]
  - 稲本彰 - 黒田崇矢[17]
  - 吉井浩 - 岸洋佑[17]

#### スタッフ（ラジオドラマ2020年）
- 原作 - 池井戸潤『下町ロケット』
- 脚本 - 田中摂、源祥子、大森信幸[17]
- 音楽・ナレーション - 野島裕史[18]
- 特別協賛 - ミヤリサン製薬[17]
- 制作協力 - 桂川精螺製作所[17]
- 制作 - KBCラジオ、スバルプランニング[17]

#### ネット局（ラジオドラマ2020年）
- ☆ - ミヤリサン製薬提供局
- ○ - TBSテレビのテレビドラマも放送した局

| 放送対象地域  | 放送局名                       | 放送時間           | 備考・脚注                    |
| ------------- | ------------------------------ | ------------------ | ----------------------------- |
| 福岡県        | KBCラジオ☆                     | 月曜 18:30 - 18:45 | 2020年10月5日放送開始。制作局 |
| 北海道        | STVラジオ☆                     | 月曜 18:00 - 18:15 | 2020年10月5日放送開始         |
| 秋田県        | 秋田放送（ABS）○               | 火曜 16:35 - 16:50 | 2020年10月6日放送開始         |
| 宮城県        | 東北放送（tbc）☆○              | 土曜 21:45 - 22:00 | 2020年10月10日放送開始        |
| 福島県        | ラジオ福島（RFC）              | 土曜 9:20 - 9:35   | 2020年10月10日放送開始        |
| 神奈川県      | RFラジオ日本☆                  | 火曜 22:15 - 22:30 | 2020年10月6日放送開始         |
| 静岡県        | 静岡放送（SBS）☆○              | 日曜 18:00 - 18:15 | 2020年11月1日放送開始         |
| 長野県        | 信越放送（SBC）☆○              | 木曜 18:15 - 18:30 | 2020年10月8日放送開始         |
| 石川県        | 北陸放送（MRO）○               | 日曜 18:30 - 18:45 | 2020年10月11日放送開始        |
| 近畿広域圏    | 朝日放送ラジオ（ABC）☆         | 土曜 5:45 - 6:00   | 2020年10月10日放送開始        |
| 岡山県        | RSK山陽放送                    | 土曜 18:00 - 18:15 | 2020年10月5日放送開始         |
| 鳥取県 島根県 | 山陰放送（BSS）○               | 日曜 21:30 - 21:45 | 2020年10月11日放送開始        |
| 長崎県 佐賀県 | 長崎放送（NBC）○ NBCラジオ佐賀 | 月曜 20:30 - 20:45 | 2020年10月5日放送開始         |
| 熊本県        | 熊本放送（RKK）○               | 日曜 17:15 - 17:30 | 2020年10月11日放送開始        |
| 大分県        | 大分放送（OBS）○               | 月曜 18:30 - 18:45 | 2020年10月5日放送開始         |
| 宮崎県        | 宮崎放送（MRT）○               | 日曜 22:30 - 22:45 | 2020年10月11日放送開始        |

| KBCラジオ 月曜18:30-18:45 | KBCラジオ 月曜18:30-18:45              | KBCラジオ 月曜18:30-18:45                |
| 前番組                    | 番組名                                 | 次番組                                   |
| ------------------------- | -------------------------------------- | ---------------------------------------- |
| 夕方じゃんじゃん          | ミヤリサン製薬 ラジオ劇場 下町ロケット | ミヤリサン製薬 ラジオ劇場 アキラとあきら |